# کوسه لیمویی
کوسه لیمویی (نام علمی: Negaprion brevirostris) نوعی کوسه از خانواده رکویم شارک است که می‌تواند به اندازه ۱۰ فوت (۳ متر) رشد کند.
دلیل نام‌گذاری این کوسه رنگ زرد منحصر به فرد آن است.
این کوسه یکی از گونه‌های محبوب برای مطالعه نزد دانشمندان است چون برخلاف بسیاری گونه‌های هم نوع خود همچون کوسه بزرگ سفید که در اسارت به دلیل امتناع از خوردن غذا تلف می‌شوند این کوسه چنین خصیصه‌ای ندارد. مکان زندگی کوسه لیمویی معمولاً در مناطق سواحل شمالی و جنوبی و آمریکای مرکزی و همچنین سواحل غرب آفریقا است.